# Coribapta tapaiensis
Coribapta tapaiensis là một loài bướm đêm trong họ Geometridae.